# Dorothea Beale
Dorothea Beale LL.D. (21 de marzo de 1831 - 9 de noviembre de 1906) fue una sufragista, reformadora educativa y autora. Como directora del Cheltenham Ladies' College, fue la fundadora del St Hilda's College (Oxford).

## Primeros años y familia
Dorothea Beale nació el 21 de marzo de 1831 en Bishopsgate, de Londres, la cuarta hija y tercera de Miles Beale, un cirujano, de una familia de Gloucestershire y que se interesó activamente en cuestiones educativas y sociales. Su madre, Dorothea Margaret Complin, de origen hugonote, tuvo once hijos. Era prima hermana de Caroline Frances Cornwallis, una relación que influyó en la joven Dorothea. Educada hasta los 13 años, en parte en casa y en parte en una escuela de Stratford, Essex, Dorothea asistió a conferencias en el Gresham College y en la Institución Literaria Crosby Hall, desarrollando una buena aptitud para las matemáticas.
En 1847, ella y dos hermanas mayores comenzaron a asistir a la escuela de moda de la sra. Bray para chicas inglesas en París, donde Dorothea permaneció hasta que la revolución de 1848 cerró la escuela. Dorothea y sus hermanas estaban entonces entre las primeras alumnas del recién inaugurado Queen's College, en Harley Street, Londres. Sus compañeras incluyeron a Frances Buss y Adelaide Anne Procter.

## Carrera
En 1849, Dorothea Beale fue nombrada tutora de matemáticas en el Queen's College, y en 1854 se convirtió en la directora de la escuela adjunta al colegio, bajo la dirección de Parry.
Durante las vacaciones Beale visitó escuelas en Suiza y Alemania. En 1856, por ejemplo, pasó un tiempo en el Instituto de la diaconisa de Kaiserswerth, donde conoció a Elizabeth Ferard. Ese mismo año, Beale publicó anónimamente un pequeño folleto, en el que promovía el instituto. A finales de 1856, dejó el Queen's College, insatisfecha con su administración, y en enero de 1857 se convirtió en directora de la Clergy Daughters' School, Casterton, Westmorland —fundada en 1823 por William Carus Wilson en Cowan Bridge—. Allí la insistencia de Beale en la necesidad de reformas la llevó a dimitir en diciembre siguiente, aunque al año siguiente se hicieron muchos cambios en la administración de la escuela. En 1858, Beale estableció una beca para que los estudiantes de la Escuela Casterton asistieran a Cheltenham.
Mientras buscaba un nuevo trabajo, Beale enseñó matemáticas y latín en la escuela de Elwall en Barnes, y compiló su libro de texto para estudiantes de inglés e Text-Book of English and General History from B.C. 100 to the Present Time, hasta el presente, para el uso de los profesores.
El 16 de junio de 1858, Beale fue elegida entre cincuenta candidatas a directora del Ladies' College, Cheltenham, la primera escuela femenina privada de Inglaterra, que había sido inaugurada el 13 de febrero de 1854 con ochenta y dos alumnos con un capital de 2.000 libras esterlinas. Pasó el resto de su carrera educativa en Cheltenham. Cuando comenzó como directora, la escuela tenía 69 alumnos y quedaban 400 libras de su capital original. Durante los dos años siguientes, la universidad tuvo dificultades. En 1860, se reorganizaron los arreglos financieros y para 1863 el número de alumnos había aumentado a 126. A partir de entonces la supervivencia del colegio estaba asegurada. En 1873 se trasladó a sus propios edificios, que fueron ampliados tres años más tarde, cuando el colegio tenía 310 alumnos. En 1880, el colegio fue incorporado como una compañía independiente, para entonces el número de alumnos había alcanzado los 500. Entre 1882 y 1905 se hicieron numerosas ampliaciones en los edificios. En 1912, la escuela contaba con más de 1000 alumnos y 120 profesores, 14 internados, un departamento de formación de profesores de secundaria y de jardín de infancia, una biblioteca de más de 7000 volúmenes y 15 acres de campos de juego.
Ya en 1864, el éxito de Beale como directora fue reconocido. En 1865 testificó ante la comisión de investigación de las escuelas dotadas, las otras siete damas testigos incluyendo a Frances Buss, y Emily Davies. Las pruebas, publicadas en 1868, dieron un inmenso impulso a la educación de las jóvenes en Inglaterra. En 1869, Beale publicó, con un prefacio propio, los Reports on the Education of Girls. With Extracts from the Evidence. Es una notable exposición del bajo nivel medio de la enseñanza en las escuelas secundarias de niñas antes de 1870.
Dorothea Beale vio que la ausencia de todos los medios para formar a los profesores era un obstáculo principal para la mejora en la educación. Un amigo de Cheltenham hizo un esfuerzo para satisfacer esta necesidad en 1876. Al año siguiente, a la muerte de su amiga Buss, Beale continuó con el trabajo. El progreso fue rápido: el primer colegio de formación residencial del país, llamado St Hilda's College, fue construido allí e inaugurado en 1885.

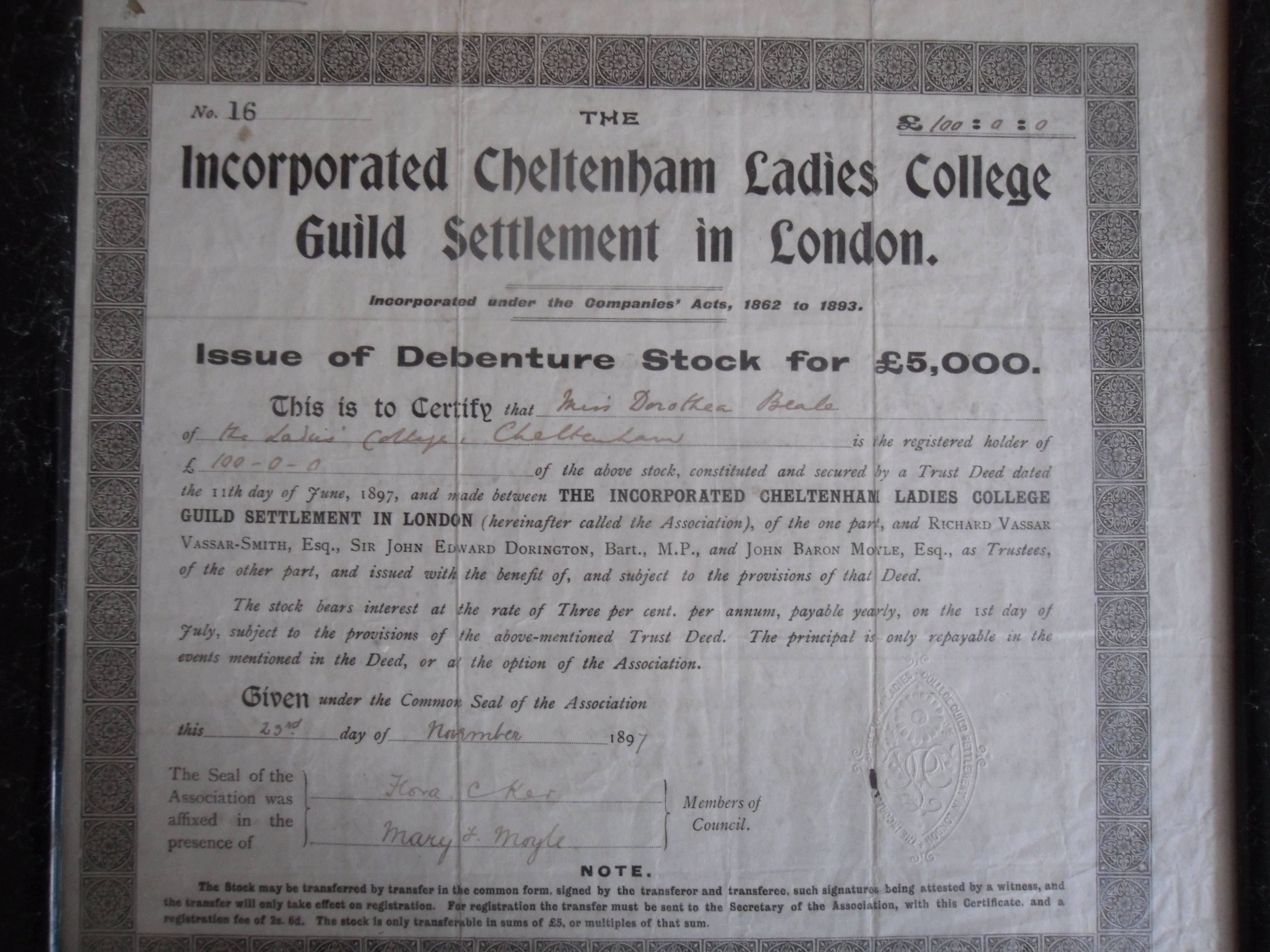
Las acciones de 100 libras de Dorothea Beales en el acuerdo del gremio del Colegio de Damas de Cheltenham en Londres. Fechado el 25 de noviembre de 1897

Sin embargo, para dar a los profesores en formación el beneficio de un año en Oxford, Beale compró en 1892 por 5.000 libras, Cowley House, Oxford, que se abrió como St Hilda's Hall of Residence for Women en 1893, y que en 1901 se unió al colegio de formación de Cheltenham como St Hilda's Incorporated College. Las estudiantes de St Hilda's College (Oxford), eran principalmente, pero no exclusivamente, viejos cheltonianos. Beale también inició una clase de jardín de infancia en Cheltenham en 1876, y pronto se creó un departamento para la formación de maestros de jardín de infancia, que se convirtió en parte integral del trabajo del colegio.
En 1880, principalmente con el fin de proporcionar un vínculo entre las alumnas pasadas y presentes, Beale fundó el The Cheltenham Ladies' College Magazine, y siguió siendo su editora hasta su muerte. Con el mismo objetivo, estableció en 1884 The Guild of the Ladies' Cheltenham College, que en 1912 contaba con 2.500 miembros. El 26 de octubre de 1889, el Guild inició en Bethnal Green el asentamiento de Cheltenham, que continúa como St Hilda's East Community Centre, una casa construida por alumnos pasados y presentes e inaugurada el 26 de abril de 1898. Como ferviente mujer de la iglesia con principios de la Iglesia alta guiados por un profundo sentimiento religioso, Beale instituyó en Cheltenham en 1884 los Quiet Days(«Días Tranquilos») —reuniones devocionales para maestros—, generalmente al final del período de verano, cuando se pronunciaban discursos de distinguidos eclesiásticos.
Fuera de su trabajo en la universidad, Beale se volcó con todo esfuerzo para el progreso educativo, y con instituciones filantrópicas locales. Fue presidenta de la Asociación de Directores de Escuela de 1895 a 1897, y fue miembro de numerosas sociedades educativas. En 1894 dio testimonio ante la Comisión Real de Educación Secundaria, de la cual James Bryce fue presidente. En colaboración con Soulsby y Dove, plasmó sus maduras opiniones sobre la educación de las jóvenes en Work and Play in Girls' Schools (1898). Beale se identificó con el movimiento por el Sufragio femenino en el Reino Unido, siendo vicepresidenta de la Kensington Society.

## Años finales y legado

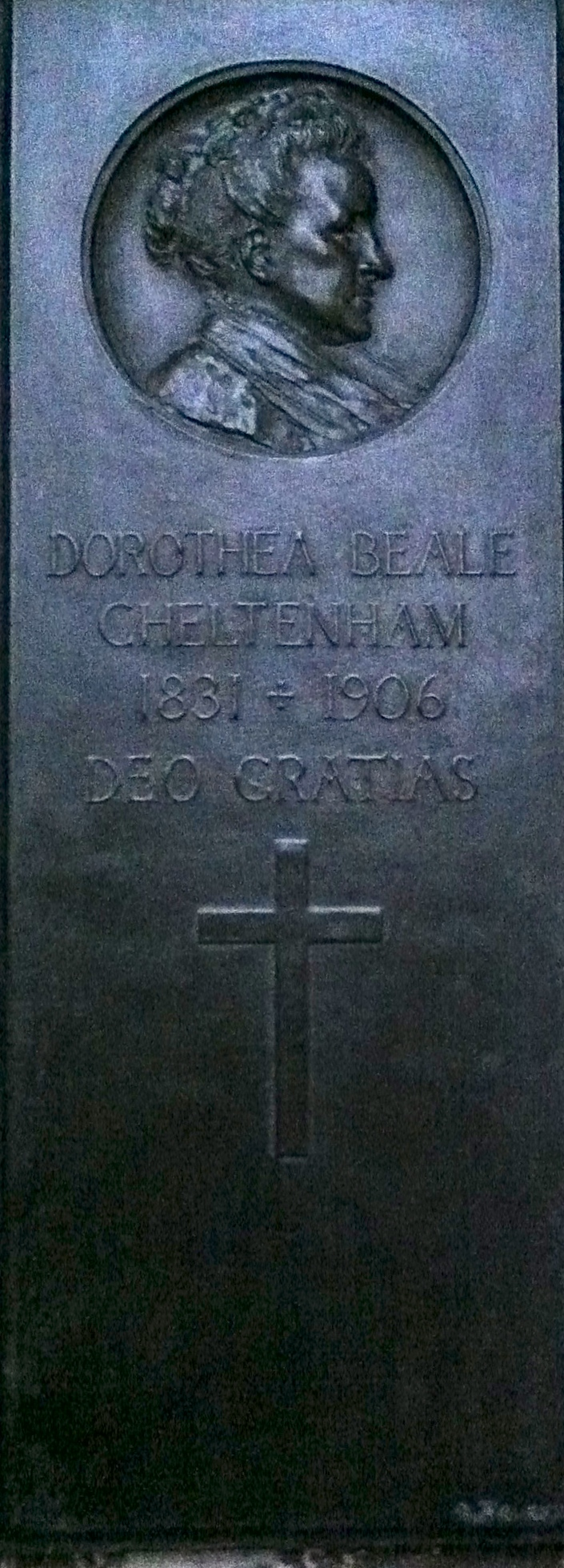
Memorial de Dorothea Beale en la Catedral de Gloucester.

Las actividades de Beale se mantuvieron intactas en sus últimos años, a pesar de la sordera y los signos de cáncer, que se hicieron evidentes en 1900. El 21 de octubre de 1901, se le concedió la libertad honorífica del distrito de Cheltenham, por su trabajo con la universidad de jóvenes.
El 11 de abril de 1902, la Universidad de Edimburgo le concedió el título honorífico de «Doctor en Derecho», en reconocimiento a sus servicios en la educación. Hasta entonces, la entomóloga Eleanor Anne Ormerod había sido la única mujer que había recibido tal título honorífico. El personal de Cheltenham le presentó a Beale las togas académicas.
Dorothea Beale murió después de una operación de cáncer en un asilo de ancianos en Cheltenham el 9 de noviembre de 1906. El cuerpo fue incinerado en Perry Barr, Birmingham, y las cenizas fueron enterradas en una pequeña bóveda en el lado sur de la Capilla de la Dama de la Catedral de Gloucester.